# وانسونغ داي غن
الأمير العظيم وانسونغ (완성대군 | 完城大君) , (ولد في 1320 ومات في 1385) . هو الابن الخامس لدوجو ملك جوسون (도조) . اسمه الشخصي يي جونغ (이종 | 李宗) .
في 3 ديسمبر 1872 منحه الملك غوجونغ لقب الأمير العظيم (대군) , وهو لقب بعد الوفاة (تشوجون) .

## الأسرة

### الأقارب
- الأب : دوجو ملك جوسون .
- الإخوة :
  - الأمير العظيم وانتشانغ , (완창대군 | 完昌大君) .
  - الملك العظيم هوانجو , (환조대왕 | 桓祖大王) .
  - الأمير العظيم وانوون , (완원대군 | 完原大君) .
  - الأمير العظيم وانتشون , (완천대군 | 完川大君) .
- الأخوات :
  - الأميرة منهي , (문혜공주 | 文惠公主) .
  - الأميرة منسك , (문숙공주 | 文淑公主) .
  - الأميرة موني , (문의공주 | 文懿公主) .

### العائلة
- الزوجة : تزوج من هان تشونغجو , ابنة هان بانغيولسا .
- الأبناء : الأمير يونغتشن (영춘군) , اسمه يي هواسانغ (이화상 | 李和尙) , (ولد في 1350 ومات في 1405) .